# Al Bowlly
Albert Allick "Al" Bowlly, född 7 januari 1898 i Maputo|Lourenço Marques) i Portugisiska Östafrika, död 17 april 1941 i London, England, var en sydafrikansk-brittisk jazzsångare som var mycket populär i framför allt Storbritannien på 1930-talet. Under sin karriär spelade han in över 1000 låtar.

## Biografi
Bowlly föddes i dåvarande Portugisiska Östafrika men kom att växa upp i Johannesburg i Sydafrika. Fadern var grek och modern var libanes. 1927 slog han igenom som sångare med en coverversion av Irving Berlins Blue Skies och under 1930-talet blev han mycket populär i framför allt Storbritannien och inom det brittiska imperiet med sånger som Midnight, the Stars and You, Goodnight Sweetheart, Close Your Eyes, Heartaches, Guilty, Blue Moon, Two Sleepy People, My Woman och Love Is the Sweetest Thing. Många av hans största hits var inte hans egna utan covers. 
Han omkom 1941 då hans bostadshus träffades av en bomb från ett tyskt flygplan.